# Perania cerastes
Perania cerastes är en spindelart som beskrevs av Peter J. Schwendinger 1994. Perania cerastes ingår i släktet Perania och familjen Tetrablemmidae. Inga underarter finns listade i Catalogue of Life.